# بيرلو (غرمي)
بيرلو (بالإنجليزية: Pirlu, Iran)‏ هي قرية تقع في أردبيل في إيران. يقدر عدد سكانها بـ 203 نسمة بحسب إحصاء 2016.